# بروس تشاتوين
تشارلز بروس تشاتوين (بالإنجليزية:  Charles Bruce Chatwin)‏ ‏(13 مايو 1940 – 18 يناير 1989) زميل الجمعية الملكية للأدب كاتب رحلات وروائي وصحفي إنجليزي.

## أبرز أعماله
رسخه كتابه الأول في باتاغونيا (1977) ككاتب رحلات، إلا أنه اعتبر نفسه راوي قصص، مهتمًا بتسليط الضوء على قصص غير عادية. فاز بجائزة جيمس تيت بلاك التذكارية عن روايته على التلة السوداء (1982)، بينما كانت روايته آتز (1988) ضمن قائمة تصفيات جائزة مان بوكر. في عام 2008 صنفت ذا تايمز تشاتوين في المرتبة 46 من قائمتها «أعظم 50 كاتب بريطاني منذ عام 1945».

## حياته
ولد تشاتوين في مدينة شفيلد. بعد إكماله للتعليم الثانوي في مدرسة مارلبورو، بدأ يعمل في سن 18 في سوذبيز (أو دار سوذبي للمزادات) في لندن، واكتسب هناك معرفة قوية بالفن وأدار في النهاية قسم مزادات الآثار والفن الانطباعي فيها. في عام 1966 ترك سوذبيز لدراسة علم الآثار في جامعة إدنبرة، لكنه ترك دراسته بعد سنتين ليتخذ من الكتابة مهنةً له.

## أدب الرحلات
وظّفت مجلة ذا ساندي تايمز تشاتوين في عام 1972. جال العالم من أجل العمل وتقابل مع شخصيات مثل السياسيان أنديرا غاندي وأندريه مالرو. ترك المجلة عام 1974 لزيارة باتاغونيا في الأرجنتين؛ وهي رحلة ألهمته لكتابة كتابه الأول. كتب خمسة كتب أخرى، من بينها سونغلاينز (1987)، عن أستراليا، وحققت أفضل المبيعات. يُعزى الفضل إلى أعماله بأنها أعادت إحياء نوع كتابة الرحلات، وأثرت أعماله على كُتّاب آخرين مثل ويليام داريمبل وكلاوديو ماغريس وفيليب مارزدن ولويس سيبولفيدا وروري ستيوارت.

## المواضيع
بحث تشاتوين بمواضيع مختلفة في عمله: سأم الإنسان وتجواله بلا هدف (هَيمه)؛ الحدود والمنفى؛ والفن والمقتنيات. تناول موضوع سأم الإنسان وجعله محورًا لكتاباته. طمح في النهاية لدراسة الموضوع في سبيل الإجابة على ما رآه مسألة جوهرية متعلقة بالوجود البشري. اعتقد أنه كان مُقدرًا للبشر بأن يكونوا من الأنواع المهاجرة، وأنهم حالما استقروا في مكان واحد، وجدت دوافعهم الطبيعية «منافذ في العنف أو الجشع أو السعي للنفوذ أو الهوس لما هو جديد». حاول تشاتوين في مسعاه الأول لتأليف كتاب، البديل البدوي، وضع شرح أكاديمي للثقافة البدوية، التي اعتقد أنها كانت غير مدروسة وأن قيمتها غير مقدرة. وبذلك، أمل تشاتوين باكتشاف: «لماذا يهيم الإنسان بدلًا من الاستقرار؟». اعترف في الشرح التقديمي لفكرة كتابه أن الاهتمام بالموضوع كان شخصيًا: «لماذا أُصبح ضَجِرًا بعد قضاء شهر في مكان واحد، وغير قادر على الاحتمال بعد شهرين؟».
إلا أن تشاتوين لم ينجح مع البديل البدوي، وعاد إلى موضوع السأم والهَيم في كتب متلاحقة. قال الكاتب جوناثان تشاتوين (لا يوجد صلة قرابة) أنه يمكن وضع أعمال تشاتوين في تصنيفين: «السأم المُعرّف» و«السأم المُوضّح». تركزت معظم أعماله على وصف السأم، مثل حالة أحد التوأم في رواية على التلة السوداء الذي يتوق إلى ترك المنزل. مثال آخر هو بطل رواية آتز، الذي يشعر بالسأم ويرغب بالهرب إلى فيشي كل سنة، لكنه يعود دومًا إلى براغ. حاول تشاتوين شرح السأم في ذا سونغلاينز، التي ركزت على تجوال الشعوب الأصلية الأسترالية. لهذا، عاد إلى بحثه في البديل البدوي.
الحدود هي موضوع آخر تناوله تشاتوين. وفقًا لإليزابيث تشاتوين، «كان مهتمًا بالحدود، حيث كانت الأشياء تتغير باستمرار، وليس شيئًا واحدًا أو آخر». باتاغونيا، موضوع كتابه المنشور الأول، هي منطقة في الأرجنتين وتشيلي على حد سواء. نائب ملك ويدا هو برازيلي يتاجر بالعبيد في داهومي. تقع أحداث رواية على التلال السوداء في الحدود بين ويلز وإنجلترا. في ذا سونغلاينز تؤمن الشخصيات التي غالبًا ما تتفاعل معها أبطال الرواية جسرًا بين السكان الأصليين والعوالم الأسترالية البيضاء. تتنقل الشخصية الرئيسية في آتز ذهابًا وإيابًا عبر الستار الحديدي.
قال نيكولاس موراي «يجري تناول موضوع المنفى، موضوع أشخاص يعيشون في الهوامش.... بمعنى حرفي ومجازي في عمل تشاتوين». حدد عدة أمثلة. كان هناك أشخاص منفيين بشكل فعلي، يظهر مثل هؤلاء في رواية في باتاغونيا، وفي نائب ملك ويدا، غير قادرين على العودة إلى البرازيل. ذكر موراي أيضًا الشخصيات الرئيسية في على التلة السوداء: «بالرغم من أنهم ليسوا منفيين فعليًا... إلا أنهم [كانوا] منفيين عن الأحداث الهامة في زمناهم وقيمه السائدة». كتب موراي أيضًا، آتز «أسيرٌ في مجتمعٍ قيمهُ لا تعبر عنه [آتز] لكنه لا يستطيع حمل نفسه على المغادرة».
عاد تشاتوين إلى موضوع الفن والمقتنيات خلال سيرته المهنية. كتب في مقالاته الأولى لمجلة سانداي تايمز، عن الفن والفنانين، وأُدرجت العديد من هذه المقالات في ماذا أفعل هنا. الفكرة الأساسية التي ترتكز عليها آتز هي أثر اقتناء القطع الفنية (في هذه القصة أشكال من البورسلان) على جامعها. عدم رغبة آتز بالتخلي عن مجموعة البورسلان خاصته أبقته في تشيكوسلوفاكيا رغم أنه امتلك فرصة العيش في الغرب. عانى تشاتوين بشكل دائم من الرغبات المتصارعة في امتلاك مقتنيات جميلة والعيش في حيز حر خالي من الأشياء غير الضرورية. جاء نفوره لعالم الفن من أيامه التي قضاها في سوذبيز؛ تركزت بعض كتاباته الأخيرة على هذا الأمر. يظهر هذا الموضوع في القسم الأخير من ماذا أفعل هنا، «حكايا من عالم الفن»، الذي يتألف من أربع قصص قصيرة. شارك تشاتوين في نهاية ماذا أفعل هنا، نصيحة تلقاها من نويل كوارد: «لا تدع أي شيء فني يقف في طريقك». قال تشاتوين، «لقد تصرفت بناءً على تلك النصيحة دائمًا».

## كتبه
- في باتاغونيا
- سطور الأغنية
- ماذا أفعل هنا

## روايات
- والي أويدا
- على التل الأسود
- أوتز

## روابط خارجية
- بروس تشاتوين على موقع IMDb (الإنجليزية)
- بروس تشاتوين على موقع الموسوعة البريطانية (الإنجليزية)
- بروس تشاتوين على موقع مونزينجر (الألمانية)
- بروس تشاتوين على موقع أول موفي (الإنجليزية)
- بروس تشاتوين على موقع قاعدة بيانات الأفلام السويدية (السويدية)
- بروس تشاتوين على موقع إن إن دي بي (الإنجليزية)
- بروس تشاتوين على موقع قاعدة بيانات الفيلم (الإنجليزية)
- بروس تشاتوين على موقع كينوبويسك (الروسية)